# Henri Doublier
Pour les articles homonymes, voir Doublier.
Henri Doublier né à Chambéry le 7 février 1926 et mort dans la même ville le 26 octobre 2004, est un acteur, auteur, metteur en scène et décorateur de théâtre.

## Biographie

### Opéra Garnier
La carrière théâtrale d'Henri Doublier commence en décembre 1950, quand il est appelé par Georges Hirsch, directeur de l'Opéra, pour remplacer Jean Vilar dans l'oratorio Jeanne au bûcher de Paul Claudel et Arthur Honegger à l'Opéra de Paris, aux côtés de la comédienne Claude Nollier qui jouait l'héroïne.
Il participe à des tournées théâtrales en France et à travers l'Europe (Allemagne, Belgique, Grande-Bretagne, Espagne) et en Afrique du Nord. Ces déplacements sont organisés par les Jeunesses musicales de France (JMF) et par la suite par la Compagnie Henri Doublier, créée en 1954.

### Le Brésil
Au cours des années 1960 et jusqu'en 1973, Henri Doublier dirige la Saison lyrique française au Théâtre municipal de Rio de Janeiro. Il est accompagné de Jacques Pernoo (chef d’orchestre à l'Opéra de Bordeaux), de Georges Wakhevitch et Félix Labisse (tous deux décorateurs), et des artistes de l’Opéra de Paris. Il a aussi travaillé avec des musiciens, des chanteurs et des acteurs brésiliens. Il a présenté au public de Rio de Janeiro des œuvres inédites, au Brésil, du théâtre lyrique français. Il a présenté des auteurs brésiliens à l’étranger, tels que Manuel Bandeira et Dias Gomes, en les traduisant en français.
En 1969, il dirige l’acteur Procópio Ferreira (pt) dans L’Avare de Molière au Théâtre Princesa Isabel de Rio de Janeiro. Il a travaillé avec Almeida Prado dans l’élaboration de deux oratorios : Villegagnon ou les Isles Fortunées, en 1971, et Thérèse l’amour de Dieu, en 1973.

### Discographie
À la fin des années 1950, il a déjà enregistré plusieurs albums avec sa Compagnie Henri Doublier : Le Jeu de l'amour et du hasard, Les Fleurs du Mal, Un caprice, La palette orchestrale, Le malade imaginaire, Poésie et musique et Les Lettres de mon moulin notamment avec la participation de Cécile Demay et des comédiens Georges Chamarat et Michel Galabru.
En 1960, il enregistre d'autres disques (33 tours), notamment L'avare" de Molière au Club national du disque.

## Filmographie
- 1943 : Les Roquevillard de Jean Dréville
- 1946 : Cœur de coq de Maurice Cloche
- 1951 : Un grand patron de Yves Ciampi
- 1956 : Si Paris nous était conté de Sacha Guitry

## Festival d'Art sacré d'Annecy
Dans les années 1960, Henri Doublier a dirigé le Festival d’art sacré d’Annecy devenu le Festival international du théâtre religieux d'Annecy, avec l'aide de sa femme Cécile Demay. Il y fait jouer notamment :
- 1960 : L’annonce faite à Marie
- 1961 : Dialogues des carmélites
- 1962 : Jedermann et Polyeucte
- 1963 : Le maître de Santiago" et L’otage
- 1964 : Antigone et La vie est un songe
- 1965 : Electre et La dévotion à la croix
- 1966 : La grande pitié du royaume de France et L’échange
- 1967 : L’Évangile Salésien

## Opéra-Comique
En 1962, Georges Auric sollicite Henri Doublier pour qu'il devînt metteur en scène à l'Opéra-Comique pour les saisons 1962/1963 et 1963/1964. Il y met en scène :
- Pelléas et Mélisande de Maurice Maeterlinck,
- Le Libertin d'Igor Stravinsky,
- Les Noces de Figaro, par Mozart d'après l'œuvre de Beaumarchais,
- Mignon, Ambroise Thomas,
- Dialogues des Carmélites de Francis Poulenc,
- Zoroastre de Jean Philippe Rameau

## Divers
- En 1962, il met en scène La Nuit de feu, avec Georges Descrières et Marcelle Maurette à Port-Royal-des-Champs
- En 1972, il collabore avec Darius Milhaud dans l’opéra-oratorio Saint Louis roi de France.

## Distinctions

### Décorations
- 1963 : Chevalier de l'ordre des Arts et des Lettres
- 1970 :  Officier de l'ordre des Arts et des Lettres

### Récompenses
- 1964 : Grand Prix de la Critique pour "Zoroastre" (Opéra Comique)
- 1965 : Grand Prix international du disque pour "L'Otage" Paul Claudel
- 1967 : Grand Prix international du disque pour "Dialogues des Carmélites", de Georges Bernanos
- 1967 : Prix de la musique d'art lyrique et chorégraphique en tant que Meilleur directeur de l'Opéra de Rio de Janeiro